# ジンバブエの鉄道

路線図

ジンバブエの鉄道では、ジンバブエにおける鉄道について記す。

## 歴史
イギリス南アフリカ会社がローデシア植民地経営の一環としてモザンビークの港から内陸部への鉄道を敷設、1892年にムタレからベイラへの56kmの建設が開始され、ケープ州（現南アフリカ共和国）フライバーグからブラワヨの路線も1893年に建設が開始された。ブラワヨ線は1897年に開通し、ムタレ線は1898年に開通した。ソールズベリー（現・ジンバブエの首都ハラレ）からブラワヨ間は、1899年のボーア戦争勃発による中断後、最終的に1902年に開通した。
ブラワヨから北の路線敷設は1903年に開始され、1905年にはヴィクトリアの滝地点でザンベジ川を渡り（ヴィクトリアフォールズ橋）、コンゴ国境に1909年に到達した。この路線全体は1927年からローデシア鉄道が運営し、1936年にはフライバーグからブラワヨの路線を含むジンバブエ、ボツワナ、ザンビアの鉄道全体の所有権もローデシア鉄道が取得した。ブラワヨ〜フライバーグ線の南アフリカ連邦国内部分は南アフリカ鉄道に1959年に譲渡された。
ローデシア鉄道は1947年に南ローデシア政府により国有化され、ザンビア独立後1967年にヴィクトリアフォールズ橋で分割し以北をザンビア鉄道となった。ローデシア鉄道は1980年にジンバブエの独立に伴いジンバブエ国鉄に改称された。1987年にジンバブエ国鉄により運営されていたボツワナ領内の路線部分については、自国で運営するためボツワナ政府が買収し、ボツワナ鉄道となった。
1999年には新リンポポ橋梁会社（New Limpopo Bridge Projects Limited、略称：NLB、本社ジンバブエ）とジンバブエ国鉄と共同で所有するベイトブリッジ・ブラワヨ鉄道（Beitbridge Bulawayo Railways、略称：BBR）がBOT方式で開業し運行されている。BBRは2004年にはブラワヨ以北ヴィクトリアの滝までのアクセス権を確保している。
2005年からジンバブエの鉄道は上下分離方式が採用され、従来のジンバブエ国鉄のインフラは国有資産となり、ジンバブエ国鉄は運行のみを扱う運行会社となった。

## 事業者
- ジンバブエ国鉄（英語版）（National Railways of Zimbabwe (NRZ) ：2005年から上下分離方式で、インフラは国有、NRZは運行会社となった。
- ベイトブリッジ・ブラワヨ鉄道：1999年開通。ブラワヨからベイトブリッジ（南アフリカ共和国国境）間の350kmを結ぶ。
- MetroRail
- Mashonarail
- Musasiwe
- Majanjiakanaka

## 隣接国との鉄道接続状況
- 南アフリカ共和国 - 接続 - 同じ狭軌を採用1,067 mm
- ボツワナ - 接続 - 同じ狭軌を採用1,067 mm
- ザンビア - 接続 - 同じ狭軌を採用1,067 mm
- モザンビーク - 接続 - 同じ狭軌を採用1,067 mm